# ハンス・ヨアヒム・フォン・ツィーテン

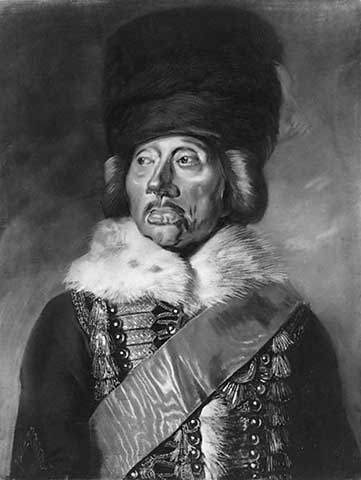
ハンス・ヨアヒム・フォン・ツィーテン

ハンス・ヨアヒム・フォン・ツィーテン（Hans Joachim von Zieten、まれにZiethen、1699年5月14日、ヴストラウ (de:Wustrau)  - 1786年1月26日、ベルリン）は、プロイセンの軍人。プロイセン史上最も著名な騎兵指揮官の一人であり、フリードリヒ2世（大王）の腹心であった。「藪から出たツィーテン（Zieten aus dem Busch）」という異名を持つ。

## 生涯

### 兵隊王に仕えて
1699年、非常に困窮した生活を送る地方貴族の息子として生まれた。生家をツィーテンは後に「丸太小屋 (de:Kaluppe) 」と呼んでいる。ブスコウ (de:Buskow) に住む隣人のシュヴェンディー将軍（General von Schwendy）は1715年、彼を士官候補の下士官 (de:Freikorporal) として、ノイルッピン (Neuruppin) に在る自身の連隊に迎えた。そして父親が1720年に没すると、ヴストラウはツィーテンおよびその3人の姉妹に与えられた。その所領には8000ターラーの価値があるとされたが、そこから母親の生活を賄い、姉妹の相続分を支払うと、ツィーテンには半分しか残らなかった。
1722年7月7日、ツィーテンは准尉 (de:Fähnrich) に昇進する。シュヴェンディーは指揮下の連隊を後の元帥、クルト・クリストフ・フォン・シュヴェリーン伯爵へ引き継いだ。シュヴェリーンは「兵隊王」こと フリードリヒ・ヴィルヘルム1世に提出した報告の中で、ツィーテンを「誠に背が低く、命令を発するには声が小さい」と評している。これは国王にとり、他に優れた能力があっても、ツィーテンの昇進を常に見送る充分な理由となった。1724年7月28日、ツィーテンは連隊が配されていたクロッセン (Krosno Odrzańskie) から兵隊王に昇進の申請書を送る。王はその書類の端に、「彼を免職するべきである。」と書いた。ツィーテンは別れを告げると、所領に戻った。
2年後、ツィーテンはベルリンに滞在している時、インスターブルクにあるヴーテノウ (de:Wuthenow) 竜騎兵連隊の定員が倍に拡大されると聞き、同連隊で中尉の階級を得る。しかし明ける1727年、彼は上官の騎兵大尉 (de:Rittmeister) と争い、不服従を理由として、フリードリヒスブルク要塞 (de:Festung Friedrichsburg) における一年間の城塞禁錮を言い渡された。要塞から戻ると、ツィーテンはその大尉に決闘を挑んで陸軍から職を解かれる。彼はヴストラウに戻った。
1730年、ツィーテンは復職し、10月8日にヴィルヘルム・ディートリヒ・フォン・ブッデンブローク少将の推薦で、新設されたポツダムの義勇フザール中隊に編入された。翌年の3月1日には第二のフザール中隊が創設され、ツィーテンはその中隊長に任ぜられると月給50ターラーの騎兵大尉に昇進した。同年の夏、ツィーテンは勤務上の違反行為により4週間の禁錮刑を受けている。1735年、兵隊王はツィーテンをベルリンおよびリトアニア出身のフザールから構成される中隊の長に任じ、ライン川に展開する神聖ローマ帝国軍 (de:Reichsheer) に派遣した。そこでオーストリアの騎兵中佐、バランイ（Baranyi）はフランスと戦う中、ツィーテンの教官としての役割を演じることになる。次いで彼は、1736年1月29日に少佐への昇進を果たした。
1737年にツィーテンは33歳のユルガス嬢（Fräulein von Jürgas）と結婚する。この夫婦は一女を儲けた。結婚式の少し前、彼は上官のヴルムプ（Wurmb）中佐と決闘し、双方ともに重傷を負っている。
この若い騎兵士官は、小柄で発育不良の容貌を侮辱される中で、後に主君と対立しても捨てることのなかった強い自意識を育て上げる。過度の飲酒と喧嘩を重ねた後、フリードリヒ・ヴィルヘルム1世の下で大尉に昇進した頃、このユンカーの息子、ツィーテンは堅実な勤務態度を見出した。それはプロテスタントとしての誠実な信仰と結びつき、彼の性格と教育者としての倫理観を形成することになる。さらに彼は同時代の人物としては、際立って個人の違反行為に寛容であった。ツィーテンは慣習的な体罰を断固として認めず、適度な厳しさ、正義感と戦友愛をもって、常に伝統に囚われず、また自由を愛し、統率の難しかったフザール部隊の教官として活躍するのである。また七年戦争に続く数年を、故郷のルッピン（Ruppin）にある彼の領地を管理して過ごし、領主としても同様の姿勢を貫いた。最終的にこの無謀より沈着の勝る戦術家は、戦時と平時を通じ、国王に対し比較的に分け隔てなく、繊細で相互の信頼に支えられた関係を築き、その中で傑出した。

### フリードリヒ2世に仕えて
フリードリヒ・ヴィルヘルム1世の後を継いだフリードリヒ2世（大王）にも仕え、1741年に勃発した第一次シュレージエン戦争では中隊長の少佐として参加した。1741年5月10日に、彼はシュトレーレン (Strzelin) とニムプチュ (Niemcza) の間で生起したオーストリア軍との戦闘で功を立てる。それによって近衛フザール連隊（後のH 2）の中佐に昇進し、プール・ル・メリット勲章を授かった。早くも同年7月22日には大佐に昇進し、自身の連隊、「ヨアヒム・フォン・ツィーテン」フザール連隊[1] (de:Husarenregiment Joachim von Zieten) を賜っている。1741年から1742年にかけての冬営中、ツィーテンはプロイセン騎兵部隊の再編作業に携わった。1743年、彼は「丸木小屋」こと古い生家を取り壊させ、ヴストラウに立派な館を建てさせている。
1744年、ツィーテンはプロイセン軍の前衛部隊と共にボヘミアのブートヴァイスへ進出した。10月9日、モルダウタイン (Týn nad Vltavou) にて彼は再編され、20世紀に至っても名を残す第二フザール連隊を自ら率い、初めて優勢な敵を打ち破る。ツィーテンはエルベ川越えの撤退を援護し、モルダウタインで10月12日、激戦に身を投じた。この年、世に広まる「藪から出たツィーテン（Zieten aus dem Busche）」という異名が付いている。
同様に1745年5月20日の夜、彼は自身の連隊550名をもって20,000名のオーストリア軍が展開する一帯を突破し、シュレージエンのイェーガーンドルフ (Krnov) へと駆け抜け、ブランデンブルク＝シュヴェート辺境伯カールの指揮する軍団を伴うプロイセン軍本隊と立派に合流を果たす。これは後に「ツィーテンの騎行（Zietenritt）」と呼ばれるようになった。結局、14日後の6月4日にツィーテンのフザール部隊はホーエンフリートベルクの戦いに参加し、大規模な戦闘で初めて功を挙げる。その後、同年11月のヘンネルスドルフの戦いにおける勝利はほとんど、少将に昇進していたツィーテンの功績に拠るものであった。
ドレスデンの和約の後、再び馴染み深い軍務の日常が始まったが、それはツィーテンを喜ばせるものではなかった。時折、彼は大王から不興を買う。ツィーテンから見れば、大王は彼を充分に重んじていなかった一方で、大王は余りにも弛緩して見える、フザール部隊の規律を咎めていたのである。ツィーテンは何年も宮廷から遠ざかり、自分の所領で王室を憎んでいた。しかし除隊の申請は認められなかった。1756年3月には妻が亡くなり、年齢を重ねる少将は痛風を患い始めていた。
1756年から1763年にかけての七年戦争の勃発は、人間関係にも転機をもたらす。フリードリヒ2世は真摯に、60歳に達しようとする少将の協力を求め、最終的に軍の上級指揮権を与えた。そして続く試練の7年間、ツィーテンは頼もしい指揮官となった。さらに重要なことに、彼は主君から慈父に向けるような親愛の情を勝ち得たのである。
1757年、中将に昇進したツィーテンはライヒェンベルクとプラハの戦いに参加した。同年5月5日に黒鷲章 (Order of the Black Eagle) を授かる。コリンの戦いでは左翼を指揮し、シュレージエンで指揮権を託されたブラウンシュヴァイク＝ヴォルフェンビュッテル＝ベーヴェルン公アウグスト・ヴィルヘルム (August Wilhelm, Duke of Brunswick-Bevern) の旗下に配される。11月24日に公が捕縛されると、ツィーテンは残りの軍勢をグローガウからリーグニッツに居る大王の下へ導き、12月5日のロイテンの戦いで功を立てた。1760年8月15日、リーグニッツの戦いの時、彼はオーストリア軍主力の牽制に成功し、ついに戦場への介入を阻んだ。その功により、ツィーテンは騎兵大将に昇進する。
1760年11月3日のトルガウの戦いに際して、彼はズュープティッツ高地（Sübtitzer Höhen）を攻略し、勝利をつかみ取った。さらに1761年、「ブンツェルヴィッツ (Bolesławice) の野営」において深刻な精神的危機に陥っていた大王を立ち直らせ、改めて指揮を執るよう励ましたのはツィーテンであった。また終戦までに、大王の御前で何度もプロイセン軍の上級指揮権を託されている。戦争が終結する頃、ツィーテンは王国のエリートにして、歳を重ねた大王の側近に数えられるまでになっていた。
1764年の8月24日、65歳になっていたツィーテンは25歳のヘートヴィヒ・フォン・プラーテン（Hedwig von Platen）と再婚した。最初の結婚で生まれた娘は18歳になっており、この第二の結婚生活から1765年には息子が、1773年には娘が生まれている。次女は後のヴストラウ領主、ツィーテン＝シュヴェリーン伯家の祖となった。

### 晩年
続いて平和が来ると、老いた司令官であるツィーテンは騎兵総監として伝説の域に達していた、指揮下のフザール連隊の教官として勤務を続けた。彼は晩年を、ベルリンと所領であり、温厚な統治に心血を注いだヴストラウで交互に過ごす。同時に、大変慎重に資産の増大に努めた。1786年、その所領は65,057ターラーの価値をつけている。また同時代の将軍としては唯一、フリードリヒ2世から深く寵愛された人物であろう。大王は「老父ツィーテン」をしばしば訪れ、その深い信仰心を尊敬さえしていた。
1786年1月26日、ツィーテンはベルリンの自宅（1763年、14,500ターラーで入手したコッホ通り (de:Kochstraße) の61番および62番地）で没する。その前年、サンスーシ宮殿ではフリードリヒ2世が年来の戦友に向ける敬意を、恐らく最も印象的な形で示した一幕があった。王はツィーテンと長い間歓談した後、椅子を持って来させ、85歳になっていた彼に座るよう求めた。ツィーテンは、その体が長時間の起立で痛んでいたにもかかわらず、真面目に主君の御前で座ることを拒む。すると王は優しく言葉をかけた。
「座れ、ツィーテン。でないと私は行くぞ。お前に苦労なんてかけたくないからな！」
ここでようやく、ツィーテンは王の願いを容れた。大王は友人として象徴的に、長年にわたり傍で戦い、勝利を捧げて来た彼が自分より優位に立つことを許したのであった。
1786年1月31日、ツィーテンはヴストラウの教会堂の傍にある、先祖代々の墓所に埋葬された。ヴストラウの所領以外、財産は残していない。没後、ベルリンの自宅にあった動産は全て競売を免れず、未亡人はフリードリヒ大王から10,000ターラーを下賜されてようやく債務から解放されている。

## 画像

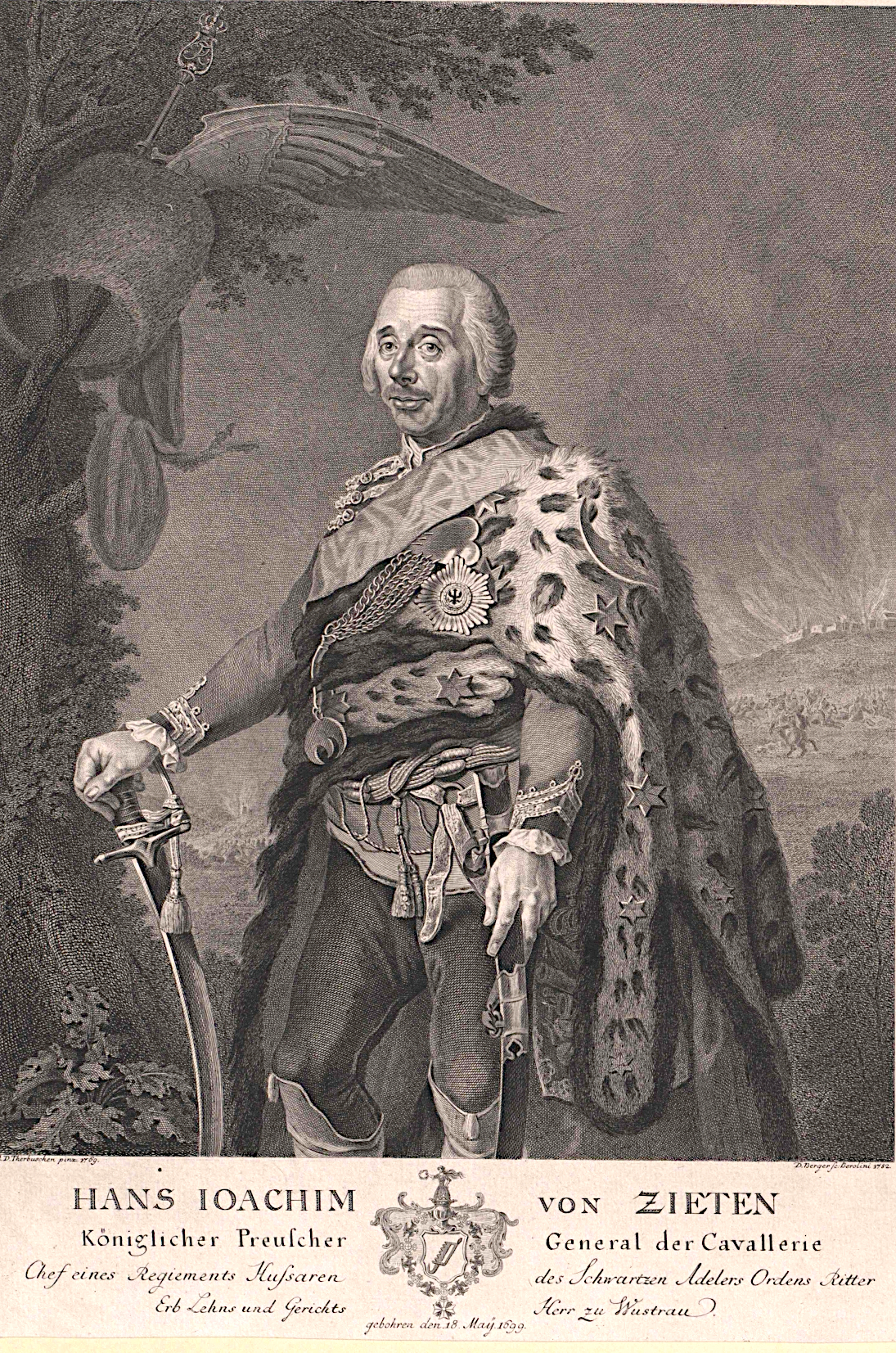
「フォン・ツィーテン」フザール連隊の閲兵用礼服に身を包むハンス・ヨアヒム・フォン・ツィーテン。
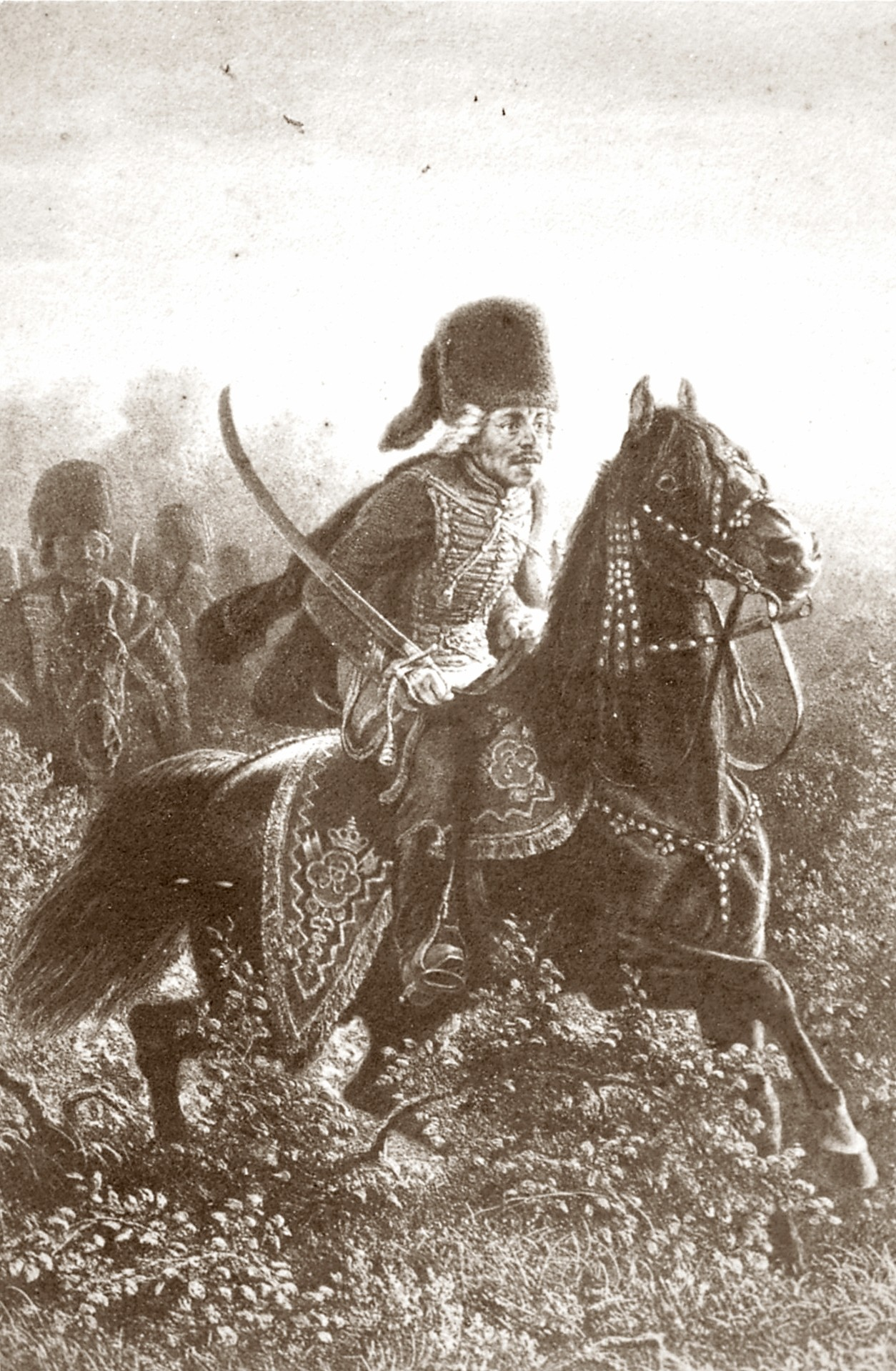
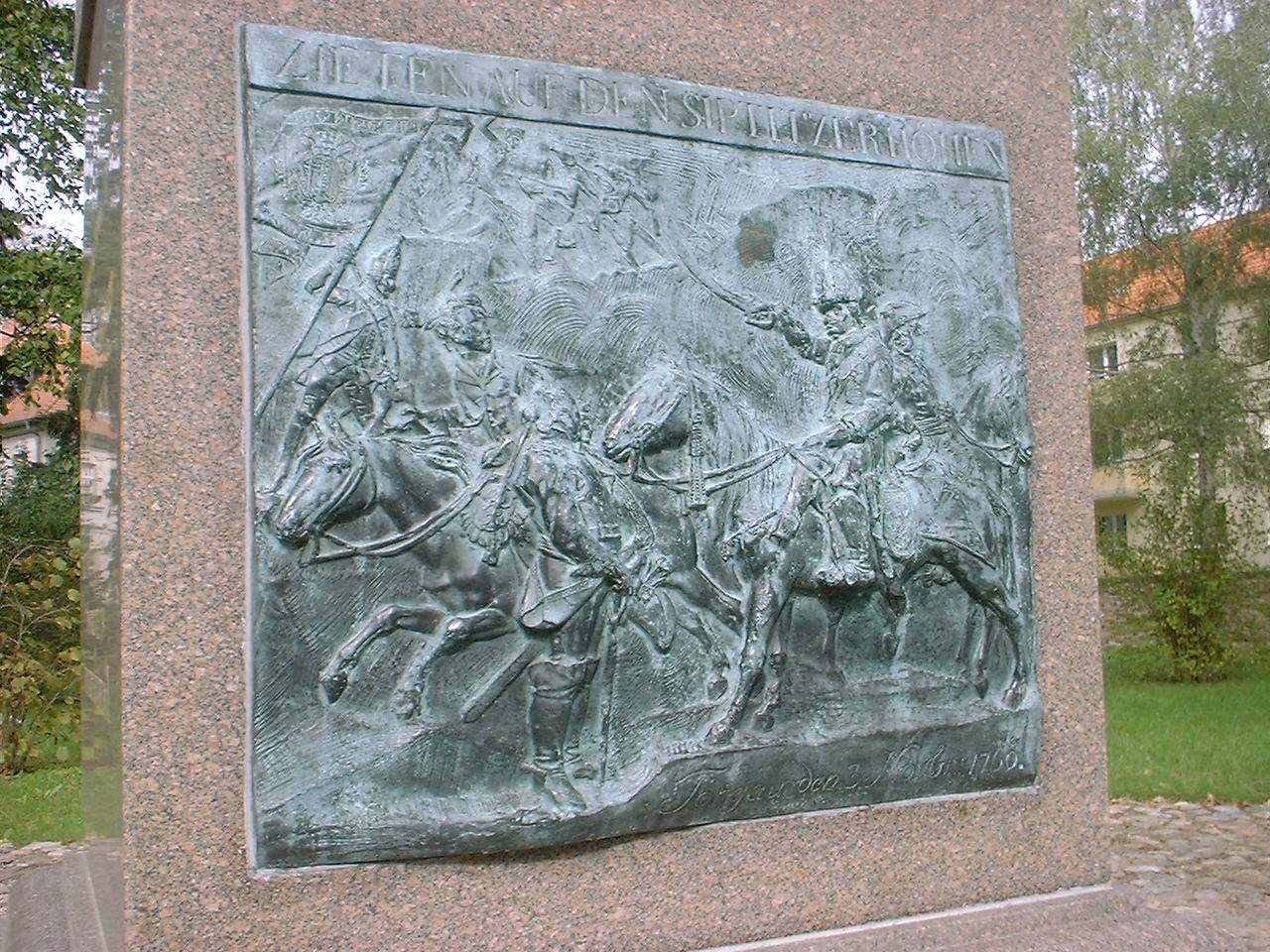
ヴストラウ＝アルトフリーザック (de:Wustrau-Altfriesack) にある記念碑。ドライハイデ (de:Dreiheide) のズュープティッツ高地における戦いにちなむ。
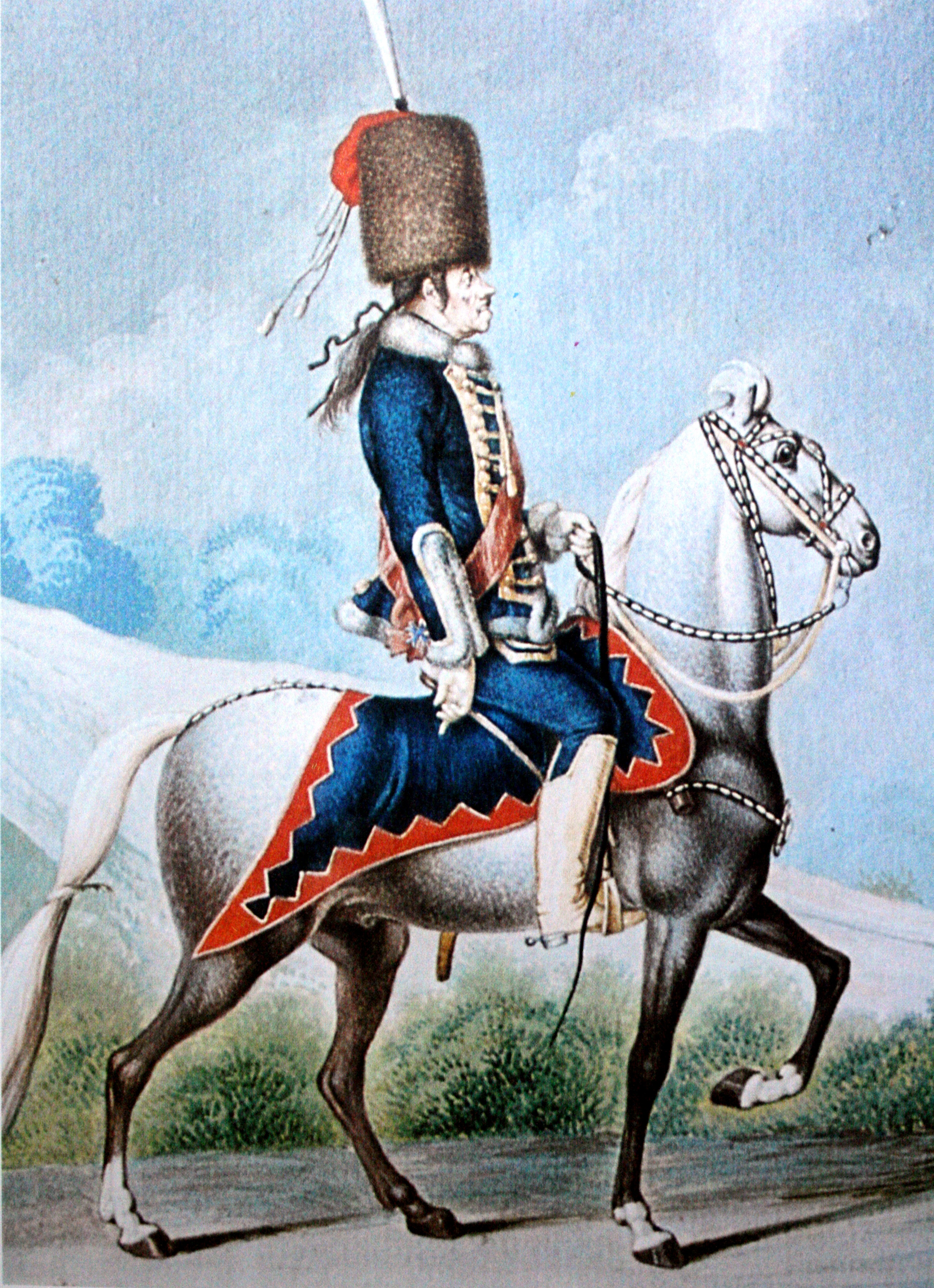
指揮下の「フォン・ツィーテン」フザール連隊の制服に身を包むツィーテン。
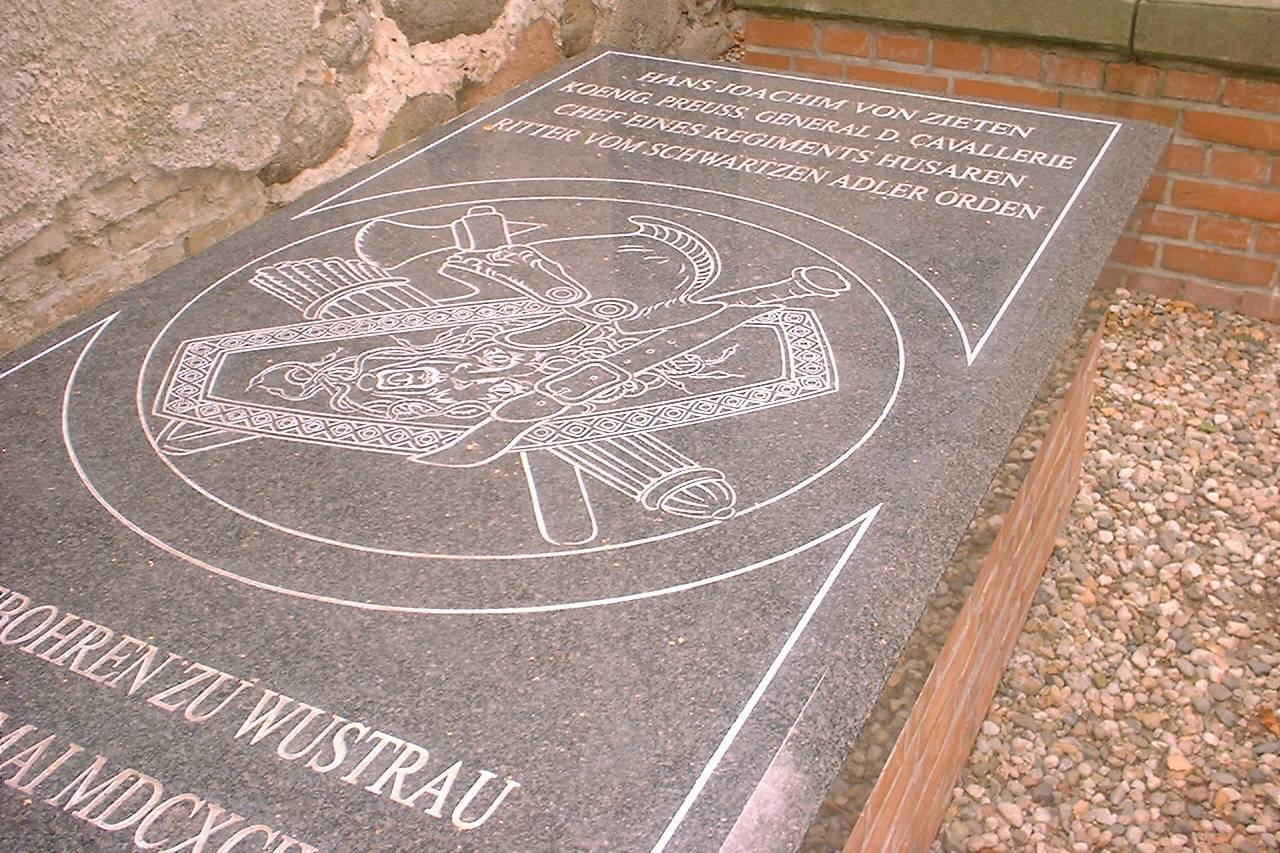
ツィーテンの墓。
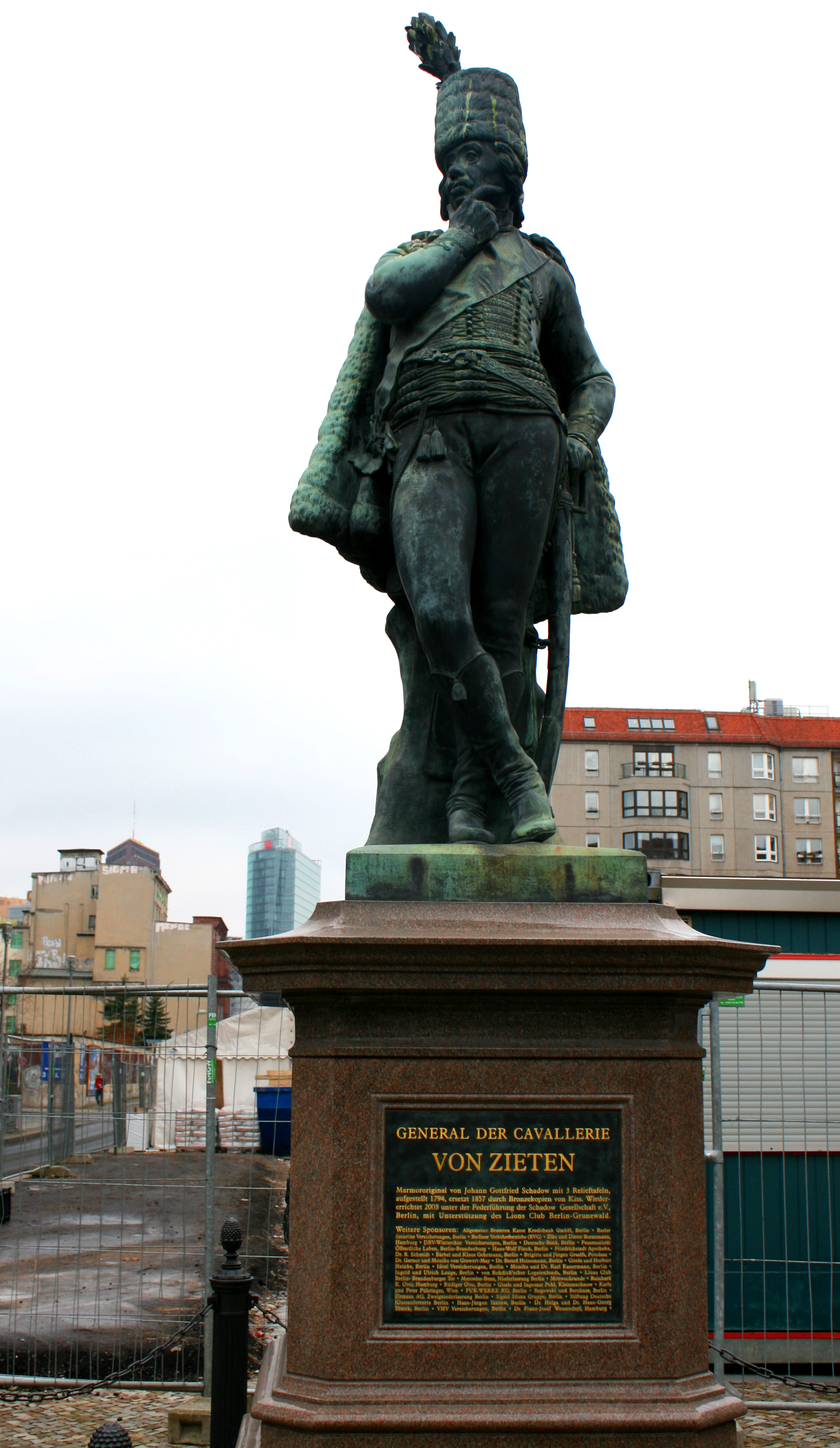
ベルリン、ツィーテン広場（Zietenplatz）にある記念碑。
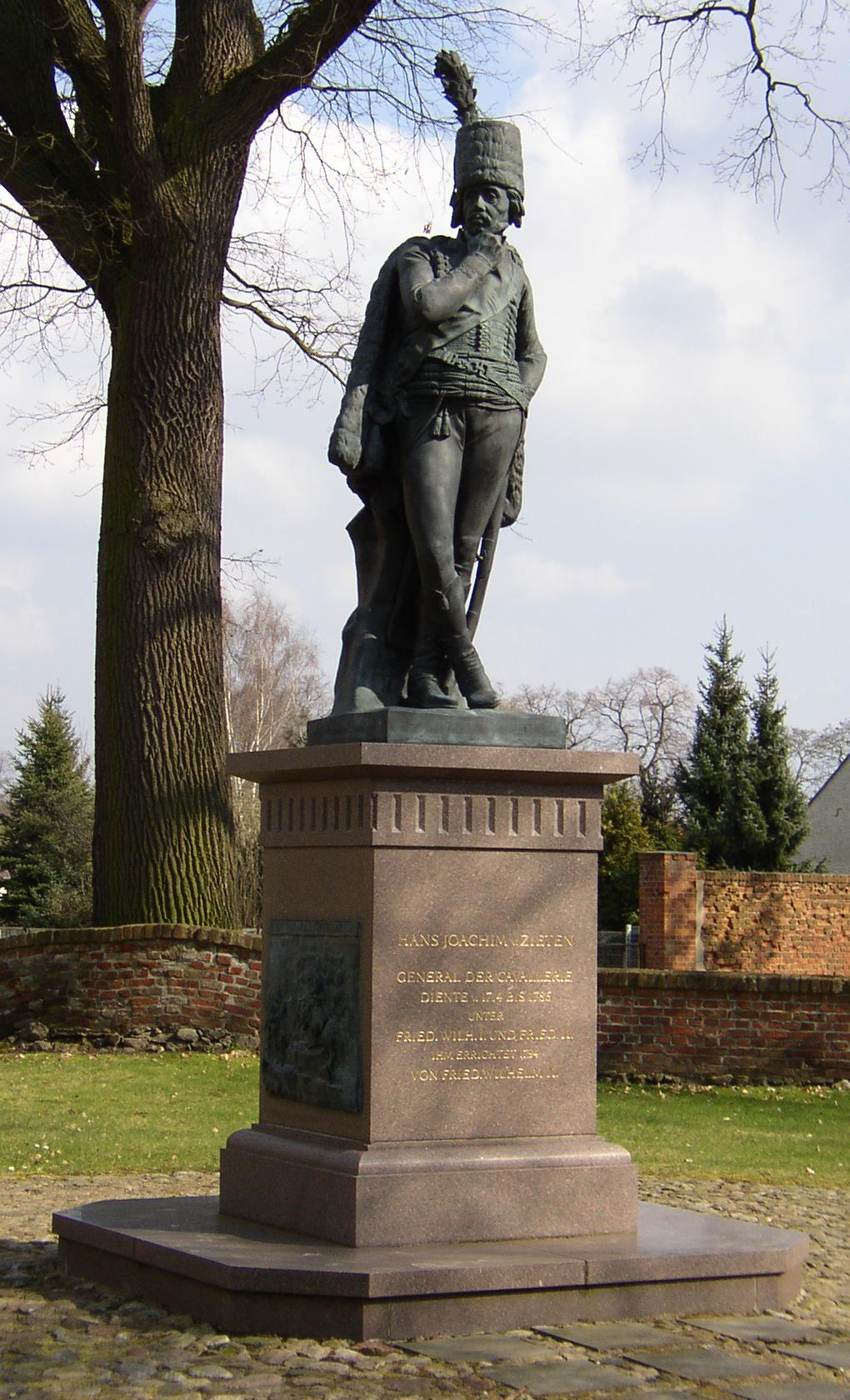
フェールベリン (Fehrbellin) ＝ヴストラウにある記念碑。
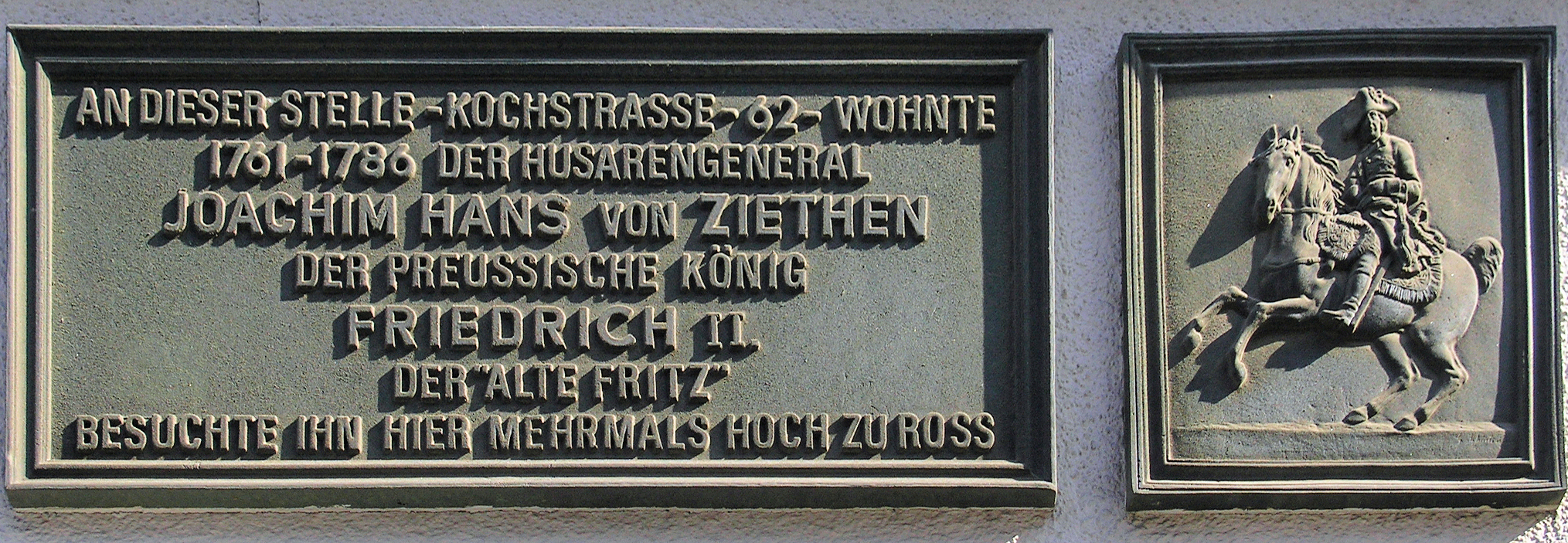
ベルリンのクロイツベルク区 (Kreuzberg) 、ルーディー＝ドゥチュケ通り（Rudi-Dutschke-Straße）28番地にある記念碑。

## 記念碑
旧ブランデンブルク辺境伯領では、三つの記念碑がツィーテンを記念している。フリードリヒ大王の弟、ハインリヒ・フォン・プロイセンはそのうちの一つを1790年、ラインベルク (Rheinberg) に立てさせた。1794年には二つ目が、フリードリヒ・ヴィルヘルム2世の命でベルリンのヴイルヘルム広場 (Wilhelmplatz) に置かれる。それは当初、ヨハン・ゴットフリート・シャドウ (Johann Gottfried Schadow) が大理石で製作した物だったが、1857年にアウグスト・キース (August Kiß) が製作した青銅像に置き換えられた。これは後に、ヴィルヘルム通り (Wilhelmstraße) とモーレン通り（Mohrenstraße）の角にある地下鉄の入り口前に移された。2007年の夏以降、そこにはツィーテンにちなんだツィーテン広場（Zietenplatz）がある。三つ目は、ヴストラウで遺族が建てさせた。さらにもう一つの記念碑が、過去に著名なベルリンのヴィルヘルム広場に建っていた。それはアンハルト＝デッサウ侯レオポルト1世の像と並んでいた。
その他、1936年にドイツ国防軍のためゲッティンゲンで落成したツィーテン兵舎 (de:Zieten-Kaserne) と、1981年から1983年にかけて国家人民軍がベーリッツ (Beelitz) に建設した兵舎も彼の名にちなむ。

## 子孫
ツィーテンの唯一の息子、フリードリヒ・クリスティアン・ルートヴィヒ・エーミール・フォン・ツィーテン（Friedrich Christian Ludwig Emil von Zieten）は、1765年10月6日に生まれ、その洗礼にはフリードリヒ大王が臨席している。彼はフザールの大尉となり、1800年にはルッピンの郡長となった。1840年に伯爵位を授けられ、1844年には国王フリードリヒ・ヴィルヘルム4世をヴストラウに迎えている。1854年6月29日、彼は未婚のままヴストラウに没し、墓地で大きな漂石の下に埋葬された。
財産と伯爵位は、ツィーテン家と縁戚関係にあるシュヴェリーン一族の家系に継承された。それはツィーテン家の他の一家に嫁いだ、ハンス・ヨアヒムの次女を始祖としている。同家の長子相続権者は1859年以降、ツィーテン＝シュヴェリーン伯を名乗る。
フザールの指揮官として著名なもう一人のツィーテン、ハンス・エルンスト・カール・フォン・ツィーテン (Hans Ernst Karl, Graf von Zieten) はハンス・ヨアヒムの遠戚である。

## 文学作品
テオドール・フォンターネの詩
Der alte Zieten（老いたるツィーテン）
| Joachim Hans von Zieten, Husarengeneral, Dem Feind die Stirne bieten tät er viel hundertmal. Die haben all' erfahren, wie er die Pelze wusch Mit seinen Leibhusaren, der „Zieten aus dem Busch“. Hei, wie den Feind die bläuten bei Lowositz und Prag, Bei Liegnitz und bei Leuthen und weiter Schlag auf Schlag! Bei Torgau, Tag der Ehre, ritt selbst der Fritz nach Haus, doch Zieten sprach: „Ich kehre erst noch das Schlachtfeld aus“. Sie kamen nie alleine, der Zieten und der Fritz: Der Donner war der eine, der andre war der Blitz, Es zeigt sich keiner träge, darum schlugs auch immer ein; Ob warm, ob kalt die Schläge, sie pflegten gut zu sein. | Der Friede war geschlossen, doch Krieges Lust und Qual, Die alten Schlachtgenossen durchlebten noch einmal. Wie Marschall Daun gezaudert, doch Fritz und Zieten nie. Es ward jetzt durchgeplaudert bei Tisch in Sanssouci. Einst mocht es ihm nicht schmecken, und sieh, der Zieten schlief. Ein Höfling wollt ihn wecken, der König aber rief: "Laßt schlafen nur den Alten, er hat in mancher Nacht Für uns sich wach gehalten, der hat genug gewacht!“ Und als die Zeit erfüllet des alten Helden war, Lag einst schlicht eingehüllet Hans Zieten der Husar. Wie selber er genommen die Feinde stets im Husch, So war der Tod gekommen, wie Zieten aus dem Busch. |

| ヨアヒム・ハンス・フォン・ツィーテンはフザールの将。 敵に立ち向かうこと、幾百たびに及ぼう。 敵はみな耳にした。いかに難題を乗り越えたのかを。 近衛のフザールを率いて、その「藪から出たツィーテン」が。 やあ、彼らがいかに敵を蒼ざめさせたか。ロヴォズィッツ[2]とプラハで。 リーグニッツ と ロイテン で、その後も続けざまに！ トルガウの栄光の日、フリッツさえも家へ馳せるが ツィーテンは言った。「私はまず戦場を清めよう。」 必ずともに歩んだ。あのツィーテンとフリッツは。 一方は雷鳴で、他方は稲妻だった。 誰も怠けたりせず、ゆえにいつでも駆けつける 寒暖を問わぬその雷光。二人は良き人であろうとした。 | 和は結ばれたものの、戦の楽しみと苦しみを この旧知の戦友たちは再び生き抜いた。 ダウン元帥はためらうも、フリッツとツィーテンは絶えてそうせず、 今やサンスーシの食卓で歓談を楽しむ。 口に合わぬよう見えたが、見よ、ツィーテンは眠る。 廷臣が起こそうとするも、王は仰せになった。 「その老人を起こすな。彼は幾夜も 我らのため眠らず見張りに立った。もう充分だ！」 そしてこの老いた英雄の時が満ちた時、 いつしか布に包まれて、飾り気なく横たわるハンス・ツィーテン、かのフザール。 彼自ら常に、すぐ敵を作ってきたように その死はやって来た。藪から出たツィーテンのように。 |

最後の表現は当時、広く知られていた慣用句である「藪からツィーテンが出てきたかのように」（wie Zieten aus dem Busch、「青天の霹靂」と同意）を採用したものである。

## 文献
- G. von Alten: Handbuch für Heer und Flotte. Band XIII, Berlin 1913.
- Luise Johanne Leopoldine von Blumenthal: Lebensbeschreibung Hans Joachims von Zieten, Königlich-Preußischen Generals der Kavallerie, Ritters des schwarzen Adlerordens, Chefs des Regiments der Königlichen Leibhusaren, und Erbherrn auf Wustrau. Himburg, Berlin 1797 (Digitalisat)
- Friedrich Förster: Hans Joachim von Zieten. Eine kleine Biographie. Berlin/Karwe 1999.
- H. B. Hermann: Hans Joachim von Zieten. 1936.
- Bernhard von Poten (1900). "Zieten, Hans Joachim von". Allgemeine Deutsche Biographie (ドイツ語). Vol. 45. Leipzig: Duncker & Humblot. pp. 214–220.
- Georg Winter: Hans Joachim von Zieten. Eine Biographie. Leipzig 1886.
- Frank Bauer: Hans Joachim von Zieten. Preußens Husarenvater und sein Regiment. Vorwinckel-Verlag, Berg-Potsdam 1999, ISBN 3-921655-95-1.

（ドイツ語版の記事に挙げられていたもので、翻訳者が項目の作成にあたり、閲覧したものではありません。）